# Obama josefi
Obama josefi (syn. Geoplana josefi) ist eine brasilianische Art der Landplanarien.

## Merkmale
Obama josefi besitzt einen lanzenförmigen Körper, bei großen Individuen ist dieser sehr flach. Sie können eine Körperlänge von bis zu 130 Millimetern erreichen.
Die Farbe von O. josefi variiert abhängig vom Alter der Individuen. Die Grundfärbung junger Individuen ist gelblich, ein dunkelbrauner bis schwarzer Streifen verläuft der Länge nach entlang der rückenseitigen Mittellinie des Körpers, parallel dazu laufen weitere Streifen in derselben Färbung. Die Streifen verlaufen nicht bis zum vorderen Ende, das eine orange Färbung aufweist.
Beim Erreichen der Geschlechtsreife entwickeln die Tiere hinter dem orangen Vorderende dunkle Hautflecken, sodass Farbabstufungen zwischen gelblichen und braunen Bereichen weniger auffallen. Bei adulten Individuen ist die Anzahl der Hautflecken so groß, dass der Rücken eine einheitliche grünliche Dunkelbraunfärbung aufweist. Das vordere Ende behält seine Orangefärbung bei, wobei diese dunkler als bei Jungtieren ist.

## Verbreitung
Das Habitat von O. josefi bilden feuchte Wälder im Nordosten Rio Grande do Suls und im Osten Santa Catarinas, im südlichen Brasilien.

## Ernährung

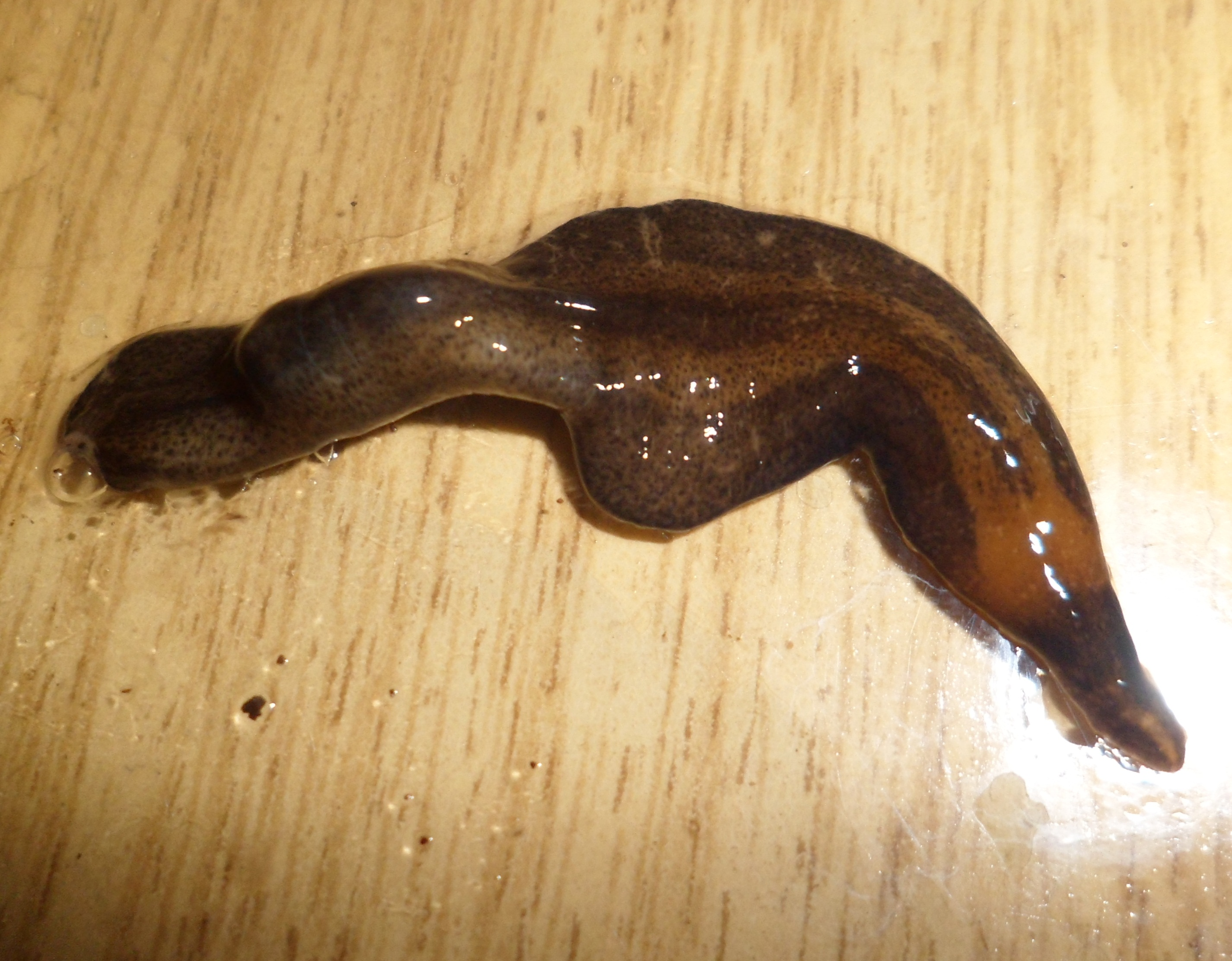
Obama josefi frisst Endeavouria septemlineata (nicht sichtbar). Der Körper formt einen "Tunnel", der die Beute festhält.

Im natürlichen Habitat ernährt sich O. josefi von einheimischen Landplanarien.
In Laborexperimenten konnte nachgewiesen werden, dass O. josefi die in Brasilien invasive Landplanarie Endeavouria septemlineata, die aus der pazifischen Region stammt, fing und verzehrte.

## Etymologie
Der Artname josefi ehrt den ungarischen Zoologen Josef Hauser, Gründer des Instituts zur Erforschung von Planarien an der Universidade do Vale do Rio dos Sinos.